# Plexus prévertébral
Le plexus prévertébral représente un ensemble de fibres sympathiques, situées le long de l'aorte et innervant les viscères abdominaux.

## Localisation
Le plexus prévertébral se situe le long de l'aorte, à partir du hiatus aortique du diaphragme. Il descend jusqu'au promontoire sacré ou il se divise en deux pour donner les nerfs hypogastriques.

## Composition
Le plexus prévertébral est composé d'un ensemble de plexus plus petits. En plus des différents plexus, on rencontre des ganglions qui portent le nom des artères sortant de l'aorte dont ils sont voisins.

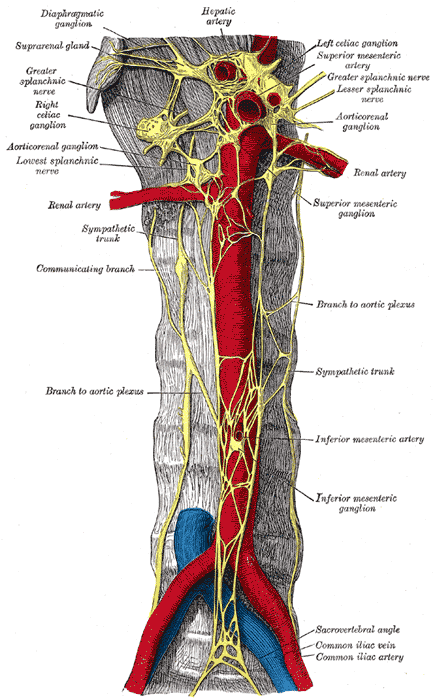
Plexus prévertébral et ganglions.

### Les plexus
On distingue 3 plexus, les voici dans le sens cranio-caudal:
- Le plexus cœliaque
- Le plexus aortique abdominal
- Le plexus hypogastrique supérieur

### Les ganglions
On distingue 4 ganglions, les voici dans le sens cranio-caudal:
- Le ganglion cœliaque
- Le ganglion artico-rénal
- Le ganglion mésentérique supérieur
- Le ganglion mésentérique inférieur